# Gynoplistia variabilis
Gynoplistia variabilis là một loài ruồi trong họ Limoniidae. Chúng phân bố ở miền Australasia.